# Andrew Lenard
Andrew Lenard (* 18. Juli 1927 in Balmazújváros, Ungarn; † 17. März 2020 in Bloomington, Indiana) war ein US-amerikanischer mathematischer Physiker.
Lenard studierte an der University of Iowa mit dem Bachelor-Abschluss 1949 und der Promotion 1953 bei Josef-Maria Jauch (Inner Bremsstrahlung in Mu-Meson Decay). Als Post-Doktorand war er 1955 bis 1957 an der Columbia University und 1957 bis 1965 war er am Plasma Physics Laboratory der Princeton University. Ab 1966 war er Professor für mathematische Physik an der Indiana University.
Lenard veröffentlichte 1967/68 mit Freeman Dyson Pionierarbeiten zur Frage der Stabilität der Materie (sie wiesen nach, dass dafür im Wesentlichen das Pauli-Prinzip verantwortlich ist und nicht elektrostatische Kräfte).
1965 bis 1967 und 1972/73 war er am Institute for Advanced Study. 1979/80 war er am IHES.